# Bilolo (Sangha-Mbaéré)
Bilolo est une  commune rurale de la préfecture de Sangha-Mbaéré, en République centrafricaine. Elle s'étend à l'ouest de la ville de Nola et tient son nom de la rivière Bilolo.

## Géographie
La commune de Bilolo est située au nord-est de la préfecture de Sangha-Mbaéré. La plupart des villages sont localisés sur l’axe Nola – Yokadouma (Cameroun), route nationale RN10. Elle est 
frontalière du Cameroun.
|          | Basse-Kadéï |      |
| Cameroun | Bilolo      | Nola |
|          | Salo        |      |

## Villages
Les principaux villages de la commune sont : Adoumondjali, Ziendi, Ntomori et gbakobo.
En zone rurale, la commune compte 28 villages recensés en 2003 : Abogui, Adoumondjali (1,2,3), Anam, Assegui, Bakobo, Gbamina, Bandoka2, Biakao, Biguene, Bikoula, Bindjo, Domicili, Kaolo, Mano, Mekara, Mekonga, Modigui, Mpombo, Mpoyo, Nabondo1, Nkouala, Nkouna, Ntomori, Ntondo, Siembo, Somba, Zakandji, Ziendi.

## Éducation
La commune compte une école publique : école Ngonguet à Kaolo.